# Nuncjatura Apostolska w Etiopii
Nuncjatura Apostolska w Etiopii – misja dyplomatyczna Stolicy Apostolskiej w Federalnej Demokratycznej Republice Etiopii. Siedziba nuncjusza apostolskiego mieści się w Addis Abebie.
Nuncjusze apostolscy w Etiopii są również akredytowani w Republice Dżibuti (od 2000). Od 2004 są delegatami apostolskimi w Somalii i specjalnymi reprezentantami przy Unii Afrykańskiej.

## Historia

### Etiopia
W 1937 papież Pius XI utworzył Delegaturę Apostolską we  Włoskiej Afryce Wschodniej. Dotychczas relacje z tutejszymi Kościołami leżały w gestii Delegaty Apostolskiej w Egipcie, Arabii, Erytrei i Etiopii z siedzibą w Egipcie. W 1946 zmieniono nazwę na Delegatura Apostolska w Etiopii. W latach 1945–1957 nie działała.
W 1957 papież Pius XII podniósł ją do rangi internuncjatury apostolskiej, a 16 stycznia 1970 papież Paweł VI do rangi nuncjatury apostolskiej.
W latach 1995–2003 nuncjusz apostolski w Etiopii był równocześnie nuncjuszem apostolskim w Erytrei.

### Dżibuti
W 1992 papież św. Jan Paweł II utworzył Delegaturę Apostolską w Dżibuti. 23 grudnia 2000 podniósł ją do rangi nuncjatury apostolskiej. Wszyscy przedstawiciele papiescy w tym państwie byli nuncjuszami apostolskimi w Etiopii.

### Somalia
W 1969 papież Paweł VI utworzył Delegaturę Apostolską Regionu Morza Czerwonego. W 1992 zmieniła ona nazwę na Delegatura Apostolska w Somalii. Do 2004 delegatami apostolskimi byli nuncjusze apostolscy w Sudanie, a od 2004 nuncjusze apostolscy w Etiopii.
Stolica Apostolska i Federalna Republika Somalii nie utrzymują stosunków dyplomatycznych.

## Przedstawiciele papiescy w Etiopii

### Delegat apostolski
- abp Giovanni Maria Emilio Castellani OFM (1937 - 1945) Włoch; jednocześnie etiopskokatolicki wikariusz apostolski Addis Abeby

### Internuncjusze apostolscy
- ks. Joseph Francis McGeough (1957 - 1960) Amerykanin
- abp Giuseppe Mojoli (1960 - 1969) Włoch

### Nuncjusze apostolscy
w latach 1970 - 1995 z tytułem pronuncjuszy
- abp Paul-Marie-Maurice Perrin (1970 - 1972) Francuz
- abp Ippolito Rotoli (1972 - 1974) Włoch
- abp Raymond Philip Etteldorf (1974 - 1982) Amerykanin
- abp Thomas A. White (1983 - 1989) Irlandczyk
- abp Patrick Coveney (1990 - 1996) Irlandczyk
- abp Silvano Maria Tomasi CS (1996 - 2003) Włoch
- abp Ramiro Moliner Inglés (2004 - 2008) Hiszpan
- abp George Panikulam (2008 - 2014) Hindus
- abp Luigi Bianco (2014 - 2019) Włoch
- abp Antoine Camilleri (2019 - 2024) Maltańczyk
- abp Brian Udaigwe (od 2025) Kameruńczyk